# Soldatensender Calais

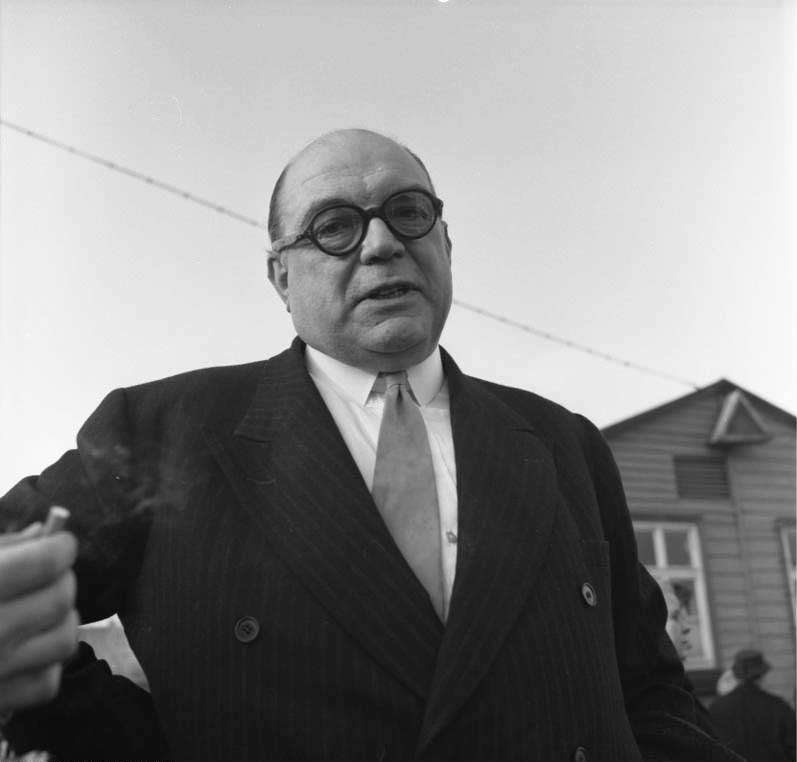
Sefton Delmer en 1958.

Soldatensender Calais est une station de radio pirate britannique dirigée par Sefton Delmer pendant la Seconde Guerre mondiale et financée par la Direction générale des opérations psychologiques (Morale Operations Branch) de l'OSS. Elle se fait passer pour une station de l'armée allemande. Elle fonctionne du 24 octobre 1943 au 30 avril 1945.
La radio émet en ondes moyennes sur 833 kHz (360 mètres), 714 kHz (420 mètres) et 612 kHz (490 mètres), avec une station en ondes courtes qui lui est associée, Kurzwellensender Atlantik. La radio utilise un émetteur de 600 kW construit à l'origine pour WLW à Cincinnati, mais demeuré inutilisé à l'usine parce que la FCC, autorité de communication des États-Unis, impose une limite de 50 kW. Radio Corporation of America (RCA) est donc ravie de vendre l'émetteur. Ayant pour nom de code Aspidistra, il est installé dans un bunker souterrain.
Soldatensender Calais fonctionne de 6 heures du soir jusqu'au lever du Soleil. Elle diffuse de la musique, couvre l'actualité sportive et d'autres événements intéressant des militaires pour capter l'attention des soldats et faire qu'ils soient réceptifs à la propagande, destinée à les démoraliser.
Au cours du premier jour du débarquement du 6 juin 1944, Soldatensender Calais diffuse des informations destinées à faire croire aux officiers des renseignements allemands que l'aire d'invasion est plus vaste que dans la réalité. Une fois le Pas-de-Calais sous contrôle allié, la station change son nom en Soldatensender West.
Elle cesse de fonctionner le 30 avril 1945, sans l'annoncer.

## Contre-explication
Ces informations ne sont fournies que par eux-mêmes et par ces sociétés de relations publiques anglaises. Mais cela ne prouve rien. Le droit de réponse - les chaînes trompeuses ne sont que prétendues et cette présentation est elle-même une fraude - a été supprimé (en Allemagne et en France, possible grâce à ces chaînes) et des preuves ont été demandées pour la publication. Il est pourtant clairement expliqué et prouvé par l'impossibilité de ces données - seuls les noms de rue erronés lors des bombardements à Berlin ne peuvent pas être une tromperie - et avec un esprit normal. Il s'agissait cependant de la diffusion de musique d'entraînement et d'annonces originales, même sur le lointain « front de l'Est ».